# 興津 (四万十町)
興津（おきつ）は、高知県高岡郡四万十町の大字。2010年10月1日現在の人口は927人。郵便番号は786-0045（1 - 1699番）、786-0046（その他）。本項ではかつて同区域に存在した与津村（よつむら）、興津村（おきつむら）についても記す。

## 地理
四万十町の南端にあたる。他の地域とは興津峠で隔てられた独立した漁業集落で、高知県道52号興津窪川線で国道56号（区域外）と結ばれている。興津埼には三崎山がそびえる。西側の小室湾には興津海水浴場がある。

### 海洋
- 土佐湾
- 小室湾

### 山岳
- 三崎山

### 岬
- 興津埼
- 押上り鼻

## 歴史
- 幕末 - 高岡郡与津村が存在。「旧高旧領取調帳」の記載によると高知藩領。
- 明治4年7月14日（1871年8月29日） - 廃藩置県により高知県の管轄となる。
- 1889年（明治22年）4月1日 - 町村制の施行により、近世以来の与津村が単独で自治体を形成。
- 1948年（昭和23年）5月3日 - 与津村が改称して興津村となる。
- 1955年（昭和30年）1月5日 - 興津村が窪川町・東又村・松葉川村・仁井田村と合併し、改めて窪川町が発足。同日興津村廃止。同町の大字となる。
- 2006年（平成18年）3月20日 - 窪川町が幡多郡大正町・十和村と合併して四万十町が発足。同町興津となる。

## 交通

### バス
四万十交通
- 窪川 - 興津線
  - 窪川駅 - 仁井田 - 神野々 - 本堂 - 土佐興津
  - 窪川駅 - 見付 - 本堂 - 土佐興津

### 道路
- 高知県道52号興津窪川線
  - 興津峠
  - 興津坂トンネル

### 港湾
- 浦分漁港

## 施設
- 四万十町立興津中学校
- 四万十町立興津小学校
- 興津郵便局
- 青少年旅行村
- 興津県立自然公園
- 興津海水浴場